# Западен отряд
Западен отряд е войсково съединение на Действащата Руска армия в Руско-турската война (1877 – 1878 г.).
Западният отряд е създаден в края на юни 1877 г. Включва 11-и армейски корпус, Кавказка казашка бригада, 34-ти Донски казашки полк и др. Общият състав е 35 000 офицери и войници и 108 оръдия. Командир е генерал-лейтенант Николай Криденер. Задачата на отряда е овладяването на Никопол, Плевен, осигуряване десния фланг на действащата руска армия и подготовка за бързо настъпление към Стара планина.
В началото на войната бързо превзема Никопол. Поради противодействието на западната османска армия с командир Осман паша е въвлечен в многократни боеве при Плевен. Провежда от движение неуспешна първа атака на града.
При подготовката на втората атака отрядът е усилен с части от 4-ти армейски корпус и стрелкова бригада. Общо 12 батальона, 8 ескадрона и 68 оръдия, под командването на генерал-лейтенант Алексей Шаховски.
При подготовката на третата атака в състава му са включени части на 3-та румънска дивизия, 4-та румънска дивизия с командир генерал Александру Чернат, сборен отряд с командир генерал-майор Александър Имеретински и др. В навечерието на атаката е общо 84 000 офицери и войници и 424 оръдия. За номинален командир е назначен румънският крал Карол I, а началник на щаба е генерал-лейтенант Павел Зотов (фактически командир).
След неуспеха на атаката на 4 ноември 1877 г. военният съвет на действащата руска армия взема решение за плътна блокада на Плевен. Западният отряд е усилен с гвардейски и гренадирски части до 122 000 офицери и войници и 28 обсадни оръдия. Фактическото командване е възложено на генерала от инженерните войски Едуард Тотлебен, началник на щаба е генерал-майор Александър Имеретински. Създаден е щаб на отряда в село Згалево в състав от 18 руски и 2 румънски офицери. Проведена е пълна блокада на града според плана на командира. Изградена е плътна блокадна линия, разделена на шест участъка:
- 1-ви с командир генерал Александру Чернат,
- 2-ри с командир генерал-лейтенат Николай Криденер,
- 3-ти с командир генерал-лейтенант Павел Зотов,
- 4-ти с командир генерал-майор Михаил Скобелев,
- 5-и с командир генерал-лейтенант Василий Каталей,
- 6-и с командир генерал-лейтенант Иван Ганецки.

Предприема успешни действия за прекъсване на противниковите комуникационни линии с боевете при Телиш, Горни Дъбник и на запад от река Вит. Отблъсква опитите за разкъсване на блокадния пръстен при селата Гривица, Пелишат и Згалево. Заема с бой изгодни позиции при Зелените хълмове. След изтощаване на противниковите османски сили и предотвратяване на опита за пробив в блокадата западната османска армия се предава с целия си състав. Бойната дейност на отряда е със стратегическо значение за победата във войната.
След капитулацията на западната османска армия юападният отряд престава да съществува като войсково съединение. Частите му са включени в състава на западния отряд (Гурко), южния отряд, Ловчанско-Севлиевския отряд и резерва на действащата руска армия.